# 新国民運動
新国民運動（しんこくみんうんどう）は、汪兆銘政権が1941年から1945年までに行った公民教育運動である。新生活運動の模倣であり、1941年11月の国民党六届四中全会からスタートした。同じ年の12月31日、『新国民運動綱要』が可決され、翌年の元日から発表された。1942年7月1日、汪兆銘政権が新国民運動促進委員会を設立した。
1943年は新国民運動が最も活発な年だった。さらに、汪兆銘政権は新国民運動を名目に、華北政務委員会の勢力圏である華北への進出を図った。しかし、新民会との主導権争いにより、新国民運動は華北にまったく浸透しなかった。さらに、東亜連盟運動とも二元化していた。
1945年6月、新運会は国民党中央党部に移管され、運動は収束した。さらに、1945年7月、新運会の各省市分会の解散指示が出された。新国民運動は日中戦争の終戦に先立ち、完全に終焉した。